# August Pohlenz

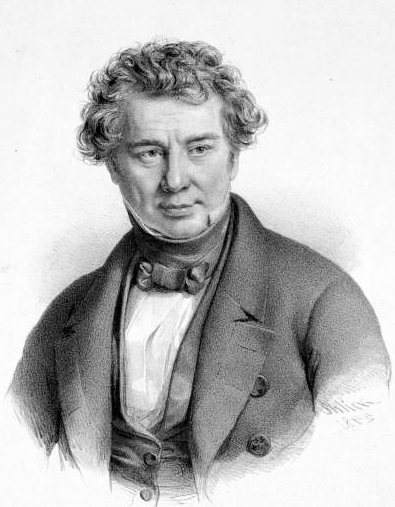
August Pohlenz

Christian August Pohlenz (* 3. Juli 1790 in Sallgast; † 10. März 1843 in Leipzig) war ein deutscher Komponist, Gesangslehrer und Organist. Er fungierte von 1827 bis 1835 als Musikdirektor der Gewandhauskonzerte.

## Leben
Pohlenz wurde 1790 als Sohn von Christian Pohlenz und dessen Frau Anna Matia Pohlenz, geborene Klaunigk, in Sallgast geboren. Er besuchte die Dresdner Kreuzschule studierte ab 1811 Jura an der Universität Leipzig, widmete sich aber bald ganz der Musik.
Im Jahr 1817 wurde er Organist an der Leipziger Paulinerkirche und 1821 an der dortigen Thomaskirche (Thomasorganist). Nach dem Tode der Thomaskantoren Johann Gottfried Schicht 1823 und Christian Theodor Weinlig 1842 leitete er kurzzeitig den Thomanerchor interim.
Als Nachfolger des verstorbenen Johann Philipp Christoph Schulz wurde er 1827 schließlich Musikdirektor der Gewandhauskonzerte und Leipziger Universitätsmusikdirektor. 1828 wurde er in den Orchester-Pensionsfonds aufgenommen. Wohl weil die Konzertdirektion nicht hundertprozentig mit seiner Arbeit zufrieden war, wurde ihm am 16. April 1835 gekündigt. Sein Nachfolger wurde Felix Mendelssohn Bartholdy. Dieser dirigierte nach Pohlenz’ Tod ein Abschiedskonzert zu dessen Ehren.
1820 wurde er in Leipzig Mitglied der Freimaurerloge Apollo.
Er komponierte u. a. Lieder (Männerchor). Pohlenz erwarb sich besondere Verdienste als Gesangslehrer. Zu seinen Schülern gehörten u. a. Eduard Mantius, Louise Köster-Schlegel und Livia Frege. Seine Stelle als Lehrer am Leipziger Konservatorium konnte er aufgrund seines Todes nicht mehr antreten. An seiner Stelle wurden Henriette Grabau-Bünau (für Sologesang) und Ferdinand Böhme (für Chorgesang) angestellt.
August Pohlenz war verheiratet mit der Sängerin Emilie Caroline Pretzschner (* 1807). Ihre gemeinsame Tochter Marie Pohlenz studierte ab 1848 am Leipziger Konservatorium Klavier und Gesang.